# Kunstlicht

Tageslicht und Kunstlicht in Nevada

Kunstlicht oder auch künstliches Licht ist Licht, das durch künstliche Lichtquellen erzeugt wird. Den Gegensatz zum Kunstlicht bildet das von der Sonne erzeugte Tageslicht. Die Geschichte des Kunstlichts reicht zurück bis an den Anfang der menschlichen Zivilisation und hat die Menschheitsgeschichte entscheidend mitgeprägt.
In der Fotografie bezeichnet es zumeist ein Licht mit einer Farbtemperatur von ca. 3400 K. Es kommt aber überall zum Einsatz, insbesondere in der Beleuchtung von Innenräumen.

## Geschichte
Die Geschichte des Kunstlicht geht einher mit der Entwicklung der menschlichen Zivilisation. Die ersten Belege für die Beherrschung von Feuer sind ca. 400.000 Jahre alt. Es dauerte allerdings noch mehrere Hunderttausend Jahre bis Menschen kognitiv in der Lage waren, Feuer gezielt zu bestimmten Zwecken wie beispielsweise der Beleuchtung zu nutzen. Eine der ältesten und in Mitteleuropa weit verbreiteten künstlichen Lichtquellen war der Kienspan, ein harzdurchtränktes Stück Holz, meistens aus der besonders harzreichen Kiefer. Eine alte Bezeichnung für die Kiefer ist Kienföhre, daher der Name. Kienholz entsteht durch eine äußere Verletzung der Baumrinde: Der Baum produziert zum Schließen der Wunde mehr Harz, welches verhärtet – das Holz verkient. Schneidet man diese Stelle in dünne Späne, erhält man eine minutenlang leuchtende Lichtquelle. Aus dem Kienspan entwickelte sich über die Zeit die Fackel. Bis in die Neuzeit hinein sollten offene Flammen das einzige bekannte Leuchtmittel bleiben.
Im 18. Jahrhundert setzte sich allmählich die Trennung von Brennstoff und Träger der Flamme durch. Öllampen und Kerzen nutzten pflanzliche und tierische Fette, Öle oder Wachs als Brennstoff. Dadurch, dass diese Lichtquellen mit einem Docht ausgerüstet waren, konnte das bei Fackeln noch relativ unkontrolliert brennende Feuer nun deutlich reguliert werden. Zum Ende des 18. Jahrhunderts löste das sauberer verbrennende Petroleum organische Öle als Brennstoff in Öllampen ab.
Im Zuge der Industrialisierung kam darüber hinaus das Gaslicht auf. Hier fehlte der gewohnte Docht, doch Gaslampen übertrafen in ihrer Helligkeit Öllampen deutlich. In Privathaushalten konnten sich Gaslampen jedoch aufgrund ihres unangenehmen Geruchs sowie der Explosivität und Giftigkeit des Gases nicht durchsetzen.
Die Geschichte des Kunstlichts erlebte eine Revolution, als verschiedene elektrische Lichtquellen im Laufe des 19. Jahrhunderts entwickelt wurden. 1801 entdeckte Louis Jacques Thénard, dass sich Metalldrähte zum Glühen bringen lassen, indem man Galvanischen Strom hindurchleitet. Verschiedene Typen von Glühlampen perfektionierten das elektrische Kunstlicht, darunter Erfindungen von Heinrich Göbel, Joseph Wilson Swan, Hugo Bremer und Thomas Alva Edison.
Erst im Jahr 1913 bekam die Glühlampe ernsthafte Konkurrenz, denn in diesem Jahr kamen die Leuchtstofflampen auf den Markt. Hier fließt kein elektrischer Strom durch einen Faden, sondern durch ein Gas, das Quecksilber enthält. Die Leuchtstofflampe hatte den entschiedenen Vorteil, dass sie weniger Abwärme produzierte und Strom somit effizienter in Licht umsetzte. Potential brachte auch die Halogenlampe mit sich, doch erst die LED-Technologie und das politisch verordnete Glühbirnenverbot leisteten alternativen Lichttechnologien Vorschub.

## Rolle des Kunstlichts in menschlichen Gesellschaften

### Künstliches Licht während der Industrialisierung
Dem künstlichen Licht wird eine entscheidende Rolle bei der Entstehung des Kapitalismus zugeschrieben. Der Soziologe Stefan Hochstadt beschrieb Kunstlicht als die „Hebamme bei der Geburt des Kapitalismus“. Ab Mitte des 19. Jahrhunderts hatte man damit begonnen größere Gebäude so viel wie möglich aus Glas zu bauen, um das einfallende Tageslicht so lange wie möglich nutzen zu können. Künstliche Beleuchtung änderte das. Vor allem die Elektrifizierung von Produktionsstätten führte dazu, dass Arbeitsprozesse auch in der Nacht fortgeführt wurden. Produktionsprozesse waren plötzlich nicht mehr an den Rhythmus von Tag und Nacht oder an Jahreszeiten gebunden. Bestimmte Berufsgruppen wie Bäcker, Hirten oder Hebammen hatten auch zuvor nachts gearbeitet, doch durch die elektrische Beleuchtung von Fabriken wurde Schicht- und Nachtarbeit für alle Werktätigen möglich. Dies war die Grundlage für das erhöhte und andauernde Wirtschaftswachstum, das den Kapitalismus bis heute auszeichnet. Außerdem erhöhte das elektrische Licht die Arbeitssicherheit in vielen Betrieben erheblich. Zuvor waren durch Gaslampen ausgelöste Gasexplosionen und Fabrikbrände an der Tagesordnung.

### Künstliches Licht und Wohlstand

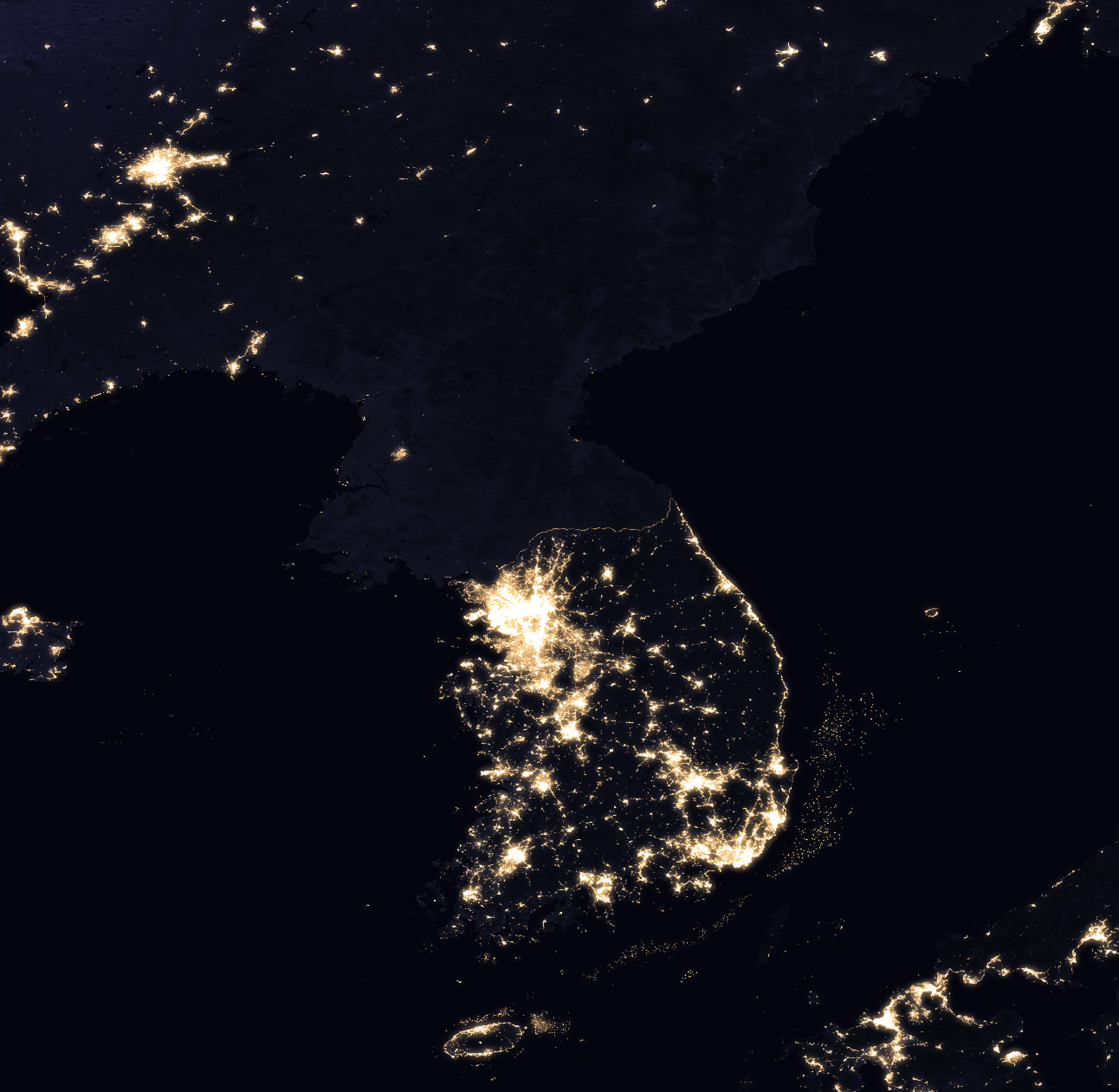
Satellitenaufnahme der Koreanischen Halbinsel bei Nacht (2016). Die Staatsgebiete Nord- und Südkoreas sind klar zu erkennen.

Durch Effizienzsteigerungen wurde elektrisches Licht immer günstiger. Mittlerweile ist im Globalen Norden eine nahezu flächendeckende Elektrifizierung gegeben und die dort ansässigen Menschen können jederzeit auf Kunstlicht zugreifen. Global betrachtet stellt sich die Situation jedoch anders dar: Im Globalen Süden haben Menschen weiterhin nur einen eingeschränkten Zugang zu künstlichem Licht, was ökonomischem Fortschritt entgegensteht. Auf Satellitenbildern, die die Beleuchtung der Erde bei Nacht zeigen, sind beispielsweise große Teile Afrikas und Südamerikas weiterhin dunkel. Wenig Beleuchtung bei Nacht geht oftmals mit einem geringen Lebensstandard der ansässigen Bevölkerung einher. Ebenso kann eine abnehmende Beleuchtung auf gesellschaftliche Krisen hindeuten: Nach dem Beginn des Syrischen Bürgerkrieges hat die vom Weltall aus sichtbare Beleuchtung im Land um 80 Prozent abgenommen.

### Künstliches Licht und menschliches Verhalten
Die weitreichende Verbreitung von Kunstlicht macht es Menschen im Prinzip möglich, den ganzen Tag über aktiv zu sein. Eine ständige Verfügbarkeit von Dienstleistungen ließe sich ohne Kunstlicht kaum aufrechterhalten (siehe hierzu auch 24/7). Durch die vielfach vorhandenen Lichtquellen gibt es in vielen Teilen der Erde keine völlige Dunkelheit mehr – ein Phänomen, das mit dem Begriff Lichtverschmutzung benannt wird. Durch ein erhöhtes Vorkommen an Außenbeleuchtung hervorgerufene Lichtverschmutzung kann den menschlichen Schlaf beeinträchtigen.
Der Mensch nutzt künstliches Licht auch, um in biologische Prozesse einzugreifen: Pflanzenlampen sollen beispielsweise die Effekte, die Sonnenlicht bei Pflanzen hervorruft, verstärken oder ersetzen. Auch im Umgang mit der Tierwelt wird Kunstlicht genutzt, z. B. in der Geflügelmast.

## Kunstlicht und Tiere

### Insekten
Nachtaktive Insekten werden von künstlichen Lichtquellen angezogen. Jene umkreisen sie dann häufig, bis sie aufgrund von Erschöpfung verenden. Kunstlicht ist außerdem einer der Gründe für den Rückgang der Bestände einiger Insektenarten; etwa wenn Wasserinsekten beleuchtete Flächen für Wasser halten und dann ihre Eier irrtümlich auf trockenen Boden ablegen. Wie viele und welche Insekten von künstlichen Lichtquellen angelockt werden, hängt stark von der spektralen Zusammensetzung des ausgesendeten Lichts ab. Die meisten Todesopfer unter Insekten fordern nachts leuchtende Quecksilberdampflampen, doch auch im Vergleich eher insektenfreundliche Natriumdampflampen können einen erheblichen Einfluss auf die nachtaktive Insektenfauna haben.

### Vögel
Auch Vögel werden durch Kunstlicht beeinflusst. Besonders bei schlechten Wetterbedingungen wie Nebel können künstliche Lichtquelle nachts fliegende Zugvögel auf ihren Routen irritieren. Zugvögel können durch Kunstlicht angelockt werden, sodass sie längere Zeit im beleuchteten Bereich umherfliegen, was das Kollisionsrisiko stark erhöht. Darüber hinaus verlieren die Vögel durch dieses Verhalten wichtige Energiereserven. Dies kann dazu führen, dass sie das Ziel ihres Vogelzugs verspätet oder gar nicht erreichen.
Des Weiteren beeinflusst Kunstlicht das Gesangsverhalten einiger Singvögel. Eine Studie aus dem Jahr 2015 fand, dass Kohlmeisen und Blaumeisen in über Nacht künstlich beleuchteten Gebieten früher im Jahr mit ihrem Gesang begannen. Singdrosseln hingegen sangen morgens unter Straßenbeleuchtung erst später im Jahr. Vermehrte künstliche Beleuchtung kann auch dazu führen, dass Vögel länger wach sind und somit während eines Tages mehr Energie benötigen. Im Falle eines knappen Nahrungsangebots kann das problematisch sein.

### Fledermäuse
Die Tatsache, dass Kunstlicht nachtaktive Insekten anlockt, wird von einigen lichttoleranten Fledermausarten ausgenutzt. Sie suchen dann besonders beleuchtete Stellen auf, um dort zu jagen. Allerdings meidet auch eine Reihe von Fledermausarten beleuchtete Gebiete, eventuell weil sie Licht mit Fressfeinden (hauptsächlich tagaktive Greifvögel) assoziieren. Besonders für diese Arten ist es von Nachteil, wenn ihre Quartiere – also z. B. Kirchen – künstlich beleuchtet werden. Dies führt dazu, dass lichtintolerante Arten später ausfliegen, was ungünstig für sie ist, weil so weniger Zeit zum Jagen bleibt und die Insektenhäufigkeit abends am höchsten ist.